# Tooth & Nail Records
Tooth & Nail Records är ett skivmärke grundat av Brandon Ebel 1993 i Kalifornien, USA. Märket flyttade senare till Seattle där det fortfarande är beläget. Märket distribuerar i de flesta fall skivor på marknaden för Kristen musik, men har även släppt album från artister som inte vill bli märkta som Kristna artister.
EMI Christian Music Group äger 50% av Tooth & Nail.

## Undermärken
- BEC Recordings
- Solid State Records
- Uprok Records

## Artist lista
Följande artister antingen är skrivna eller har varit skrivna hos Tooth & Nail.

### Nuvarande
- As Cities Burn
- The Almost
- The Becoming
- Bon Voyage
- Capital Lights
- Children 18:3
- The Classic Crime
- Corey Crowder
- Dead Poetic
- A Dream Too Late
- Emery
- Far-Less
- Fair
- FM Static
- The Fold
- Hawk Nelson
- Icon for Hire
- Ivoryline
- Jonezetta
- Joy Electric
- The Brothers Martin
- mewithoutYou
- MxPx
- Neon Horse
- Number One Gun
- Project 86
- Run Kid Run
- Ruth
- Search the City
- Secret and Whisper
- The Send
- Showbread
- Since October
- Spoken
- Aaron Sprinkle
- Starflyer 59
- Sullivan
- Surrogate
- Thousand Foot Krutch
- Underoath

### Tidigare
- Ace Troubleshooter (Upplöst, medlemmarna nu i Relient K och My Red Hot Nightmare)
- All Wound Up
- Anberlin (Aktiva, skrivna hos Universal Republic Records)
- AP2 (Upplöst)
- Beloved (Upplöst; medlemmarna gick till Advent, The Almost, Classic Case, Dead Poetic)
- The Blamed (Upplöst, medlemmarna nu i The Satire, Big Mess, och The Wiitala Brothers)
- Bleach (Upplöst, medlemmarna nu i Royal Empire Music, Wild, Wonderful, och Comrade)
- Blenderhead (Uppehåll)
- Blindside (Aktiva; har för närvarande inget skivmärke)
- Bloodshed (Upplöst)
- Brave Saint Saturn (Aktiv; sidoprojekt med medlemmarna från Five Iron Frenzy och Roper)
- Calibretto 13 (Upplöst, medlemmarna nu i Harley Poe, Everything, Now, Divebomber, och Darling)
- CHATTERbOX (Upplöst, medlemmarna startade Stavesacre)
- The Cootees (Upplöst, tidigare sidoprojekt med medlemmar från MXPX, Ninety Pound Wuss, och Slick Shoes)
- Craig's Brother (Aktiva; skrivna hos Takeover Records)
- Crash Rickshaw (Aktiva; sidoprojekt från Project 86)
- The Crucified (Upplöst, medlemmarna nu i Stavesacre)
- Crux
- Damien Jurado (Aktiva; skrivna hos Secretly Canadian)
- Danielson Famile (Aktiva; skrivna hos Secretly Canadian)
- The Deadlines (Upplöst, medlemmarna nu i The Bullies, The Escape, Haunted Bayou, och Kisses Lose Their Charm)
- Delta Haymax (Upplöst)
- The Deluxtone Rockets (Upplöst)
- Denison Witmer and the River Bends (Uppehåll)
- The Dingees (Aktiva)
- Discover America (Aktiva)
- Dogwood (Aktiva; tidigare medlemmar spelar nu i Reeve Oliver)
- Don't Know (Upplöst)
- Driver Eight (Upplöst)
- Element 101 (Upplöst, medlemmarna startade Action Reaction)
- Everdown (Upplöst)
- Fanmail (Upplöst, medlemmarna nu i Radio Saints)
- Fighting Jacks (Aktiva)
- Fine China (Upplöst, medlemmarna nu i The Foxglove Hunt)
- Focal Point (Upplöst)
- Focused (Upplöst)
- For Love Not Lisa (Upplöst, medlemmarna startade Puller)
- Frodus (Upplöst, medlemmarna nu i The Black Sea, Decahedron, Frantic Mantis, och The Cassettes; Shelby Cinca släpper skivor som soloartist)
- Furthermore (Upplöst)
- Further Seems Forever (Upplöst, en av medlemmarna nu i Action Reaction)
- Ghoti Hook (Upplöst)
- Goodnight Star (Aktiva; skrivna hos Miniature Records)
- Halo Friendlies (Uppehåll; en medlem spelar i The Smashing Pumpkins)
- Hangnail (Upplöst)
- Havalina (Upplöst, medlemmarna nu i Matt Death and the New Intellectuals)
- Holland (Bytte namn till The Lonely Hearts)
- House of Wires (Upplöst)
- The Huntingtons (Upplöst, medlemmarna nu i Main Line Riders)
- Joe Christmas (Upplöst, medlemmarna nu i Summer Hymns)
- The Juliana Theory (Upplöst, en av medlemmarna nu i Vesta)
- Klank (Aktiva)
- Living Sacrifice (Aktiva, skrivna hos Solid State Records)
- The Lonely Hearts (Aktiva, en även medlem i Demon Hunter)
- Lucerin Blue (Upplöst)
- Luxury (Aktiva, skrivna hos Northern Records)
- Mae (Aktiva, skrivna hos Capitol Records)
- Mike Knott (Aktiva)
- Morella's Forest (Upplöst)
- Mortal (Uppehåll)
- Ninety Pound Wuss (Upplöst, medlemmarna startade Raft of Dead Monkeys och Suffering and the Hideous Thieves)
- Norway (Upplöst)
- Off the Record (Upplöst)
- Outer Circle (Upplöst, tidigare sidoprojekt från medlemmarna i Stavesacre)
- Overcome (Upplöst)
- The O.C. Supertones (Upplöst, medlemmarna nu i Relient K, och Demon Hunter)
- Pedro the Lion (Upplöst)
- Pep Squad (Upplöst)
- Plankeye (Upplöst, medlemmarna nu i Fielding och Fanmail)
- P.O.D. (Aktiva, skrivna hos Columbia Records)
- Poor Old Lu (Upplöst, medlemmarna startade Fair och Rose Blossom Punch)
- Puller (Upplöst)
- Roadside Monument (Upplöst, medlemmarna startade Unwed Sailor, Raft of Dead Monkeys, and Suffering and the Hideous Thieves)
- Rob Walker (Uppehåll)
- Royal (Upplöst)
- Sal Paradise (Upplöst)
- Shorthanded (Upplöst)
- Side Walk Slam (Upplöst, medlemmarna nu i Run Kid Run)
- Slick Shoes (Uppehåll, medlemmarna nu i Sigmund)
- Slow Coming Day (Upplöst)
- Sometime Sunday (Upplöst, medlemmarna startade Tragedy Ann)
- Squad Five-O (Upplöst, medlemmarna nu i Gasoline Heart, Marah, och Adam and Dave's Bloodline)
- Stavesacre (har meddelat planer på att upplösas, medlemmarna ryktas spela i Neon Horse)
- Strongarm  (Upplöst, medlemmarna startade Further Seems Forever)
- Terminal (Upplöst, medlemmarna nu i Alive in Wild Paint, Oh, Sleeper)
- Too Bad Eugene (Upplöst)
- Training for Utopia (Upplöst, medlemmarna startade Demon Hunter)
- Twothirtyeight (Upplöst, medlemmarna startade Discover America)
- Unashamed (Upplöst)
- The Undecided (Upplöst)
- Upside Down Room (Upplöst)
- Value Pac (Upplöst, medlemmarna nu i Radio Saints)
- Velour 100 (Upplöst)
- Waking Ashland (Upplöst)
- Watashi Wa (Bytte namn till Eager Seas, upplöstes sedan; medlemmarna nu i Lakes, och Briertone)
- The Wednesdays (Aktiva, skrivna hos Thorp Records)
- Wish For Eden (Upplöst)
- Zao (Aktiva)